# They Can't Take That Away from Me
«They Can't Take That Away from Me» es una canción popular compuesta por George Gershwin en 1937, con letra de su hermano Ira Gershwin para la película Shall We Dance donde era interpretada por Fred Astaire.
La canción recibió una nominación al premio Óscar a la mejor canción original de dicho año 1937, junto a otras cuatro canciones, premio que fue finalmente otorgado a Sweet Leilani que cantaba Bing Crosby en la película Waikiki Wedding.
Es especialmente conocida la versión de Louis Armstrong y Ella Fitzgerald.

## Letra de la canción
The way you wear your hat
 The way you sip your tea
 The memory of all that
 No, no, they can't take that away from me
The way your smile just beams
 The way you sing off key
 The way you haunt my dreams
 No, no, they can't take that away from me
We may never, never meet again
 On the bumpy road to love
 Still I'll always, always keep the memory of
The way you hold your knife
 The way we danced till three
 The way you've changed my life
 Oh no, they can't take that away from me
 No, they can't take that away from me
The way you hold your knife
 The way we danced till three
 The way you changed my life
 No, no, they can't take that away from me
 No, they can't take that away from me.